# Central European Tour: Isaszeg-Budapest
La Isaszeg-Budapest és una competició ciclista d'un sol dia. Es disputa entre Isaszeg i Budapest, a Hongria. Creada el 2011, amb el nom de Gran Premi de Budapest fins al 2013, forma part del calendari de l'UCI Europa Tour.
Juntament amb el Central European Tour: Szerencs-Ibrány i el Central European Tour: Košice-Miskolc formen un conjunt de curses que es disputen a l'estiu a Hongria.

## Palmarès
| Any  | Vencedor          | Segon             | Tercer        |
| ---- | ----------------- | ----------------- | ------------- |
| 2011 | Andris Smirnovs   | Aleksei Tsatévitx | Luka Mezgec   |
| 2012 | Marko Kump        | Krisztian Lovassy | Luka Mezgec   |
| 2013 | Krisztian Lovassy | Aljaž Hočevar     | Siarhei Papok |
| 2014 | Erik Baška        | Aljaž Hočevar     | Jan Tratnik   |